# Episodi di Salvation (prima stagione)
La prima stagione della serie televisiva Salvation è composta da 13 episodi, andati in onda negli Stati Uniti dal 12 luglio al 20 settembre 2017 sull'emittente CBS.
In Italia, è andata in onda su Rai 4 dal 18 febbraio al 1º aprile 2018.
| nº | Titolo originale            | Titolo italiano                   | Prima TV USA      | Prima TV Italia  |
| -- | --------------------------- | --------------------------------- | ----------------- | ---------------- |
| 1  | Pilot                       | Pilot                             | 12 luglio 2017    | 18 febbraio 2018 |
| 2  | Another Trip Around the Sun | Un altro viaggio intorno al sole  | 19 luglio 2017    | 18 febbraio 2018 |
| 3  | Truth or Darius             | Alla ricerca della verità         | 26 luglio 2017    | 25 febbraio 2018 |
| 4  | The Human Strain            | La razza umana                    | 2 agosto 2017     | 25 febbraio 2018 |
| 5  | Keeping the Faith           | Non perdere la fiducia            | 2 agosto 2017     | 4 marzo 2018     |
| 6  | Chip Off the Ol' Block      | Una piccola parte del tutto       | 9 agosto 2017     | 4 marzo 2018     |
| 7  | Seeing Red                  | Buoni o cattivi                   | 16 agosto 2017    | 11 marzo 2018    |
| 8  | From Russia, With Love      | Dalla Russia con amore            | 16 agosto 2017    | 18 marzo 2018    |
| 9  | Patriot Games               | Giochi di potere                  | 23 agosto 2017    | 18 marzo 2018    |
| 10 | Coup de Grace               | Colpo di grazia                   | 30 agosto 2017    | 25 marzo 2018    |
| 11 | All In                      | La cerchia ristretta              | 6 settembre 2017  | 25 marzo 2018    |
| 12 | The Wormwood Prophecy       | La profezia della stella Assenzio | 13 settembre 2017 | 1º aprile 2018   |
| 13 | The Plot Against America    | Il complotto contro l'America     | 20 settembre 2017 | 1º aprile 2018   |

## Pilot
- Titolo originale: Pilot
- Diretto da: Juan Carlos Fresnadillo
- Scritto da: Matt Wheeler (storia), Liz Kruger, Craig Shapiro, Matt Wheeler (teleplay)

### Trama
Liam Cole è uno studente del MIT che arriva in ritardo, e a piedi scalzi, alla conferenza dello scienziato Darius Tanz, che ovviamente lo nota subito. La notte successiva, mentre si trova con la sua ragazza Jillian Hayes, Liam riceve dal suo computer l'avviso di un asteroide in rotta di collisione con la Terra, nel tempo di 186 giorni. Quindi si rivolge subito al suo professore Malcom Croft, che vorrebbe rimandare tutto al mattino dopo, ma le insistenze di Liam per la gravità del problema lo spingono a controllare subito tutto. Il giorno dopo Croft scompare lasciando la casa in disordine. Allora Liam, inseguito da un'auto, corre da Tanz che verifica e conferma le tesi di Liam, così i due si mettono in moto per cercare appoggi da Harris Edwards, assistente al segretario della difesa degli Stati Uniti d'America, e dall'addetto stampa del Pentagono nonché sua amante Grace Barrows, scoprendo che il governo sapeva già dell'asteroide. Il tutto in assoluta segretezza per non diffondere il panico.
- Ascolti USA: telespettatori 4.900.000 – rating/share 18-49 anni 0,7/3%[4]

## Un altro viaggio intorno al sole
- Titolo originale: Another Trip Around the Sun
- Diretto da: Ken Fink
- Scritto da: Corey Miller

### Trama
Dopo la morte di Walter Carnahan, un suo collaboratore che ha visionato un video dove un razzo è esploso quindi il piano del governo per l'asteroide è fallito, Grace deve vedersela con l'intraprendente reporter Amanda Neel che la incalza in quanto quella morte è stata piuttosto strana. Tanz cerca fondi da una sua vecchia amica, la miliardaria Catherine Adams, in cambio di concessioni minerarie e un posto per Marte, se si dovesse evacuare la Terra. Liam intanto cerca i dati lasciati dal prof. Croft, ma trova proprio lui e lo porta da Tanz, dopo aver riempito la libreria del padre di Jillian di persone per la presentazione del libro di lei "Il lato oscuro" (Shadow side). Grace in qualche modo riesce ad appropriarsi di cento chili di uranio arricchito che servono per la costruzione di un motore elettromagnetico per cercare di colpire e deviare l'asteroide. Zoe, la figlia di Grace, vuole un anno sabbatico per andare a lavorare in Kenya. Intanto mancano 181 giorni all'impatto.
- Ascolti USA: telespettatori 4.280.000 – rating/share 18-49 anni 0,7/3%[5]

## Alla ricerca della verità
- Titolo originale: Truth or Darius
- Diretto da: Stuart Gillard
- Scritto da: Gavin Johannsen e Dennis Saldua

### Trama
Mentre Croft e Liam lavorano da Tanz al progetto della trazione, il governo, rappresentato da Claire Rayburn, vuole mandare un impattatore a distruggere l'asteroide in tante piccole parti entro sei giorni, perché si apre una delle due finestre di lancio prima dell'impatto, anche se questo significa la morte di oltre un miliardo di persone tra Cina, Russia e Giappone. Intanto arriva Jillian che Tanz vuole accanto a Liam perché così ha i problemi amorosi vicini, ma Liam non la vorrebbe perché le dovrebbe dire dell'asteroide. Tanz riceve Amanda che ha le foto di Grace che gli consegna dell'uranio e lui risponde circa una missione su Marte con il governo. Grace cerca di ottenere più tempo da Claire, che le ricorda di Scilla e Cariddi. Liam e Croft, grazie al computer Tess, trovano la prova di concetto e ora devono costruire un modellino da portare ai rappresentanti del governo, perché mancano due giorni al loro progetto. Ma il modellino esplode perché Tanz ordina di accelerare, venendo accusato da Liam e Croft di essere solo una celebrità. Il governo lancia il razzo per la distruzione dell'asteroide, ma il razzo non parte e pare che la colpa sia di Tanz, come dimostra un sms ricevuto da Grace. Intanto Amanda viene investita da un'auto, finendo all'ospedale.
- Ascolti USA: telespettatori 3.870.000 – rating/share 18-49 anni 0,6/3%[6]

## La razza umana
- Titolo originale: The Human Strain
- Diretto da: Greg Beeman
- Scritto da: Mike Werb

### Trama
Tanz viene arrestato con l'accusa di aver violato la NASA e quindi tradito la nazione, anche se si pronuncia innocente. Liam e Croft cercano di trovare l'errore, sapendo che si impara dagli errori. Intanto Tanz chiede di parlare, ma solo con Grace dicendo che c'è una talpa alle sue industrie, così le mette addosso una cimice in modo che Tess la scambi per lui, ma arriva uno specialista che prova a farlo confessare. Indagando insieme a Liam, Grace trova in una foresta una struttura simile ad un silos dove c'è un razzo chiamato "Salvation", una specie di arca di Noè, l'uranio e alcune opere d'arte. Liam trova, nel mobile arcade del videogioco Asteroids, il manufatto che impediva al governo di agire, grazie ad un segnale scovato da Tanz. Il tutto sembra portare a Lazlo il caposicurezza che, anche se Tanz lo crede innocente, viene trovato morto. Jillian, assunta da Tanz anche per trovare 160 persone per colonizzare Marte, spiega che non ci servono solo scienziati ed ingegneri, ma anche poeti e scrittori perché sono essenziali per la nostra vita. Liam risolve il problema del prototipo esploso dell'EM Drive, con i cristalli di un meteorite.
- Ascolti USA: telespettatori 3.610.000 – rating/share 18-49 anni 0,5/2%[7]

## Non perdere la fiducia
- Titolo originale: Keeping the Faith
- Diretto da: Jennifer Lynch
- Scritto da: Angela L. Harvey

### Trama
Tanz, dopo gli ultimi eventi, vuole tenere all'oscuro il fatto che il progetto dell'EM Drive funziona, ma il governo gli vuole tagliare i fondi e manda Grace a farsi restituire il miliardo di dollari. Tanz la convince del contrario portandola a casa di Lazlo, dove ritrova dopo tanto tempo Theresa, sorella di Lazlo. Amanda all'ospedale è convinta che il suo non è stato un incidente, trova un telefono non suo nella borsa e il suo capo la solleva dall'incarico, ma la telefonata che riceverà, dalla misteriosa RE/SYST, le chiede di scoprire quello che fanno veramente Tanz e il governo. Durante il trasferimento in un luogo più sicuro, Liam e Croft vengono sequestrati e Liam scopre che la talpa è proprio Croft, che ha ucciso Lazlo e che ha venduto tutto ai russi. Giunto alle stesse conclusioni, Tanz rintraccia e trova Liam che ha sparato a Croft per difendersi.
- Ascolti USA: telespettatori 3.610.000 – rating/share 18-49 anni 0,5/2%[7]

## Una piccola parte del tutto
- Titolo originale: Chip Off the Ol' Block
- Diretto da: Russell Fine
- Scritto da: Blake Taylor

### Trama
Tanz e Liam sono sotto esame dal governo perché Croft non era stato controllato e il governo vuole provare ogni risorsa. Grace riceve una visita da Katya Veselov dell'ambasciata russa, che le parla del progetto Atlas e dice che non sa perché i russi hanno preso l'EM Drive. Intanto il governo rintraccia l'aereo russo che ha rubato l'EM Drive in Siberia e si prepara ad una incursione. Liam e Tanz sono a Londra dallo zio di Tanz, Nicholas, perché ha quel meteorite che fa funzionare l'EM Drive e che lui, dopo aver rivelato che la vogliono anche i russi, si rifiuta di dargli. Quindi Tanz decide di rubarlo e così contatta Harry che, con Liam, si prepara ad andare ad estrarre il materiale da quella roccia. Amanda dice a Jillian che il governo, Tanz e Liam sono coinvolti in qualcosa di grande e vuole che lei diventi la sua informatrice, così prova a cercare trovando abiti di Liam sporchi di sangue: Liam le dice tutto sull'asteroide. In Inghilterra, Harry, Liam e un soldato compiono la missione di estrarre il cristallo, ma arrivano i russi a complicare le cose, fortunatamente tutto fila liscio. Ma Nicholas trova il buco fatto da Liam nel meteorite e minaccia rappresaglia. Al telegiornale del giorno dopo, si apprende che i russi puntano missili verso gli Stati Uniti. Intanto mancano 148 giorni all'impatto.
- Ascolti USA: telespettatori 3.110.000 – rating/share 18-49 anni 0,5/2%[8]

## Buoni o cattivi
- Titolo originale: Seeing Red
- Diretto da: Robbie Duncan McNeill
- Scritto da: Christina M. Walker

### Trama
Dopo un'estenuante conferenza stampa, Grace sa che i russi vogliono arrivare per primi sull'asteroide e che distruggeranno i tentativi statunitensi. Jillian scopre che suo padre Daniel si vuole sposare con Lora, due anni dopo la perdita della madre e questo, oltre impedire di rivelargli dell'asteroide, la lascia un po' sconvolta. Amanda è a colloquio con Liam e gli fa vedere una foto con un sasso con la scritta Tanz, scattata in Russia, che pare abbia a che fare col progetto Atlas, che Harry dice chiuso da anni. Tanz allora trascina Grace in Russia, dove incontra Katya, l'ambasciatrice ritirata dai russi, che dice che Atlas è un programma di armamento al quale avrebbe lavorato anche Tanz che non ne sa nulla, ma scoprirà che quel meteorite caduto a Čeljabinsk nel 2013 era il progetto Atlas, con le tecniche delle sue industrie. Harry intanto va da Zoe per cercare la sparita Grace, la quale pensa di essere i "cattivi". Liam bacia Amanda, ma in realtà le clona le foto del cellulare, che poi fa controllare per Tanz. Zoe cerca su facebook Dylan, figlio di Harry, e gli chiede l'amicizia dopo aver visto le foto. Liam informa Harry di Grace e Tanz in Russia e pensa siano in pericolo, infatti l'auto presa da loro esplode e Katya viene trovata uccisa per avvelenamento, così i due decidono di tornare negli Stati Uniti buttando i documenti. Liam intanto finisce in un edificio dismesso sede della RE/SYST dove incontra Dylan.
- Ascolti USA: telespettatori 2.910.000 – rating/share 18-49 anni 0,4/2%[9]

## Dalla Russia con amore
- Titolo originale: From Russia, With Love
- Diretto da: Nick Gomez
- Scritto da: Dennis Saldua

### Trama
Liam alla RE/SYST scopre del progetto Atlas e che Tanz e Grace sono ricercati per omicidio a Mosca. Intanto Tanz, truccato e con passaporto falso come Grace, chiama Liam perché ha paura che non riuscirà a cavarsela in Russia, quindi si scopre e con Grace si consegna ai russi e Harry riceve l'ordine di non liberarli. Così scoprono che Croft non è morto, chiede una tregua e organizza un incontro, il riluttante Tanz accetta. A Tanz e a Grace viene offerto tè che bevono subito, così il ministro della difesa mostra loro il famoso pezzo di meteorite. Poi sotto l'effetto del tè drogato Tanz e Grace dicono che loro volevano comunque evitare qualsiasi disastro. Intanto Zoe riceve una visita da Dylan. Jillian incontra il nonno Andrew Bartok, scrittore di successo, per organizzare il matrimonio di suo papà e Liam la raggiunge per chiederle di tornare. Il governo russo accetta la proposta di Tanz e Grace, che al ritorno viene arrestata per "trattative non autorizzate con un governo straniero". I russi però ritirano i missili e Tanz chiede a Harry di liberare Grace. Lo stupito Liam trova Jillian alla sede di Tanz, ma Jillian vuole sapere a cosa sta lavorando e Liam gliela fa vedere: il razzo Salvation. A casa Grace viene aggredita, ma se la cava: chiama suo padre Hugh per risolvere la questione, che la fa andare alla riunione per dare a Tanz il benestare per il lancio che deve a venire entro 72 ore.
- Ascolti USA: telespettatori 2.910.000 – rating/share 18-49 anni 0,4/2%[9]

## Giochi di potere
- Titolo originale: Patriot Games
- Diretto da: Maja Vrvilo
- Scritto da: Gavin Johannsen

### Trama
Jillian si chiede perché del "progetto arca", ma Liam è contento che sia tornata. Poi Tanz sbologna a Liam scienziati russi e americani per smontare, trasportare e rimontare l'EM Drive. Amanda viene rimproverata dal suo capo per non aver mollato il pezzo. Dylan chiede a Zoe di lavorare per lui: più tardi accetterà. Tanz scopre che Grace è stata aggredita e che il lancio congiunto è annullato: i russi si ritirano perché in un sito internet c'è la notizia del meteorite del 2013 che non è stato un incidente. Amanda viene festeggiata dalla redazione, ma poi il suo capo, sentendo la tv nazionale che smentisce la notizia di Amanda, le dice di dare credibilità alla cosa. Hugh dice a Grace che il militare che l'ha aggredita pare sia amico di Harry. Il governo decide di lanciare l'EM Drive prima che i sottomarini russi tornino in posizione di attacco. Claire dice Harry che il presidente sta male, ma nessuno deve saperlo e Tanz è l'unico che può salvarli. Amanda dice a Jillian che Liam l'ha baciata. Harry e Claire informano Tanz e Grace di quello che vuol fare il ministro della difesa e Tanz incredibilmente esegue, ma è un falso e verrà abbattuto. Liam vuole parlare con la RE/SYST e porta Tanz che chiede venti minuti di black-out cibernetico sulla Russia dietro pagamento. Tanz, Liam e Grace sono emozionati a vedere l'EM Drive partire e il lancio va a buon fine. Grace, Zoe e Hugh cenano insieme.
- Ascolti USA: telespettatori 3.130.000 – rating/share 18-49 anni 0,4/2%[10]

## Colpo di grazia
- Titolo originale: Coupe de Grace
- Diretto da: Dan Lerner
- Scritto da: Angela L. Harvey

### Trama
Il segretario della difesa Randall, è preso di mira da alcuni misteriosi figuri perché pare si stia tirando indietro. Tanz e Grace rivelano a Harry e Claire che Grace è stata aggredita e pare che l'ordine sia partito dalla Casa Bianca, Claire rivela a loro che la presidente degli Stati uniti McKenzie è malata e non ci sta con la testa. Tanz chiama Amanda per confermare la verità sul progetto Atlas, dicendolo anche in conferenza stampa, sperando in un colloquio con la presidente che arriva: Randall non ne è soddisfatto. Liam parla con Jillian dicendole del lancio andato a buon fine lei ne è entusiasta, ma fino ad un certo punto probabilmente per il bacio con Amanda, poi con Tess trova una stranezza nel trattore gravitazionale: va più forte del 30%, ma non risponde ai comandi. Intanto sbuca Theresa che dice che ha il dieci per cento delle azioni che Tanz a lasciato a Lazlo e in riunione sbuca anche Nicholas che ha comprato delle azioni per il doppio del suo valore e dice che per l'ammanco di un miliardo di dollari che Tanz non vuol spiegare e lui lo fa rimuovere dalla carica di presidente delle industrie Tanz. Grace scopre che Zoe si è unita alla RE/SYST frequentando Dylan. Harry scopre, grazie a un amico, che Randall è immischiato in qualcosa di losco e la presidente lo licenzia a favore proprio di Harry. Tanz con Tess e Liam scoprono che il trattore gravitazionale è stato manipolato dal governo per far schiantare l'asteroide in Russia. La presidente in tv dà l'annuncio dell'asteroide in rotta sulla terra, ma prima di riuscirci si sente male e muore.
- Ascolti USA: telespettatori 3.440.000 – rating/share 18-49 anni 0,5/2%[11]

## La cerchia ristretta
- Titolo originale: All In
- Diretto da: Ed Ornelas
- Scritto da: Corey Miller

### Trama
Il nuovo presidente degli Stati Uniti, Bennett, nomina Claire nuovo capo di gabinetto. Grace dice a Harry che i figli si frequentano e poi si licenzia perché è preoccupata per la figlia Zoe: teme sia stata lei a mettere una cimice al suo cellulare. Tanz torna al consiglio con suo zio e Liam dice a Jillian di aver perso i contatti col trattore gravitazionale. Amanda viene esclusa dalla Casa Bianca, ma la redazione non sa nulla. Harry dal presidente riconosce suo figlio nella RE/SYST, ma non lo dice perché considerata cellula terroristica, poi va da lui e lo avverte che il presidente li vuole eliminare. Liam e Jillian passano una giornata spensierata al parco, forse per dimenticare le possibili conseguenze dell'asteroide, poi Liam va a trovare la mamma adottiva e dirle che sposa Jillian che all'ultimo momento rifiuta. Tanz pare cambiare le sue industrie in Tess, diminutivo di Theresa, alla quale rivela di Salvation. Mentre Amanda scopre di Sansone, ma non sa cos'è, Tanz spegne con un aereo in volo e mette alle strette Nicholas che dice di averlo portato via dai suoi genitori, ma di averlo amato: troveranno un accordo. Harry non è soddisfatto con Claire per l'assalto alla RE/SYST dove trovano sei cadaveri.
- Ascolti USA: telespettatori 3.450.000 – rating/share 18-49 anni 0,5/2%[12]

## La profezia della stella Assenzio
- Titolo originale: The Wormwood Prophecy
- Diretto da: Greg Prange
- Scritto da: Mike Werb

### Trama
A 129 giorni dall'impatto, Liam riceve una chiamata alle 3.12 da Tanz che scopre che un piccolo sasso scontratosi con Sansone dimostra che l'asteroide è di ferro e che il trattore gravitazionale non conterebbe niente. Alle 3.17, Grace che riceve Zoe e chiama Harry e Zoe dice che Dylan è vivo. Alle 4.30 Tanz piomba a casa di Grace dicendo a Harry di Sansone, ma Harry non ne sa nulla e anzi si pensa che il presidente Mackenzie sia stato ucciso per questo e verrà sepolta senza autopsia perché ebrea. Il nuovo presidente Bennett dice di continuare con Sansone dal dott. Strauss perché vuol vincere la corsa allo spazio contro i russi. Intanto Tanz consegna a Liam la lista di altri candidati per i 160. Jillian visiona i candidati per i 160 con Liam tra cui con sorpresa loro due con un chip di Tanz sotto pelle. Grace è al pentagono e grazie a un chip nella mano scarica dati per Tanz un attimo prima dell'arrivo del presidente Bennet perché i sottomarini russi s'avvicinano. Ad Arlington, Virginia, Harry solleva dall'incarico i tre soldati di guardia alla tomba del presidente Mackenzie e, con Grant, non trova nessuno nella bara. Amanda intanto, dopo aver trovato strani codici e aver scoperto che fanno parte del libro segreto rivelatasi poi la bibbia di re Giacomo I, decodifica il messaggio trovando assenzio, un modo di dire sulla faccenda dell'asteroide e vomita, poi con Grace dice di tacere per evitare il panico, ma Claire che l'ha fatta seguire crede che l'abbia detto ad Amanda. I test vengono approvati i 160 tranne Tanz Grace racconta dell'asteroide a Zoe che poi parte per l'Africa. Harry minaccia Grant sul presidente che non c'è e lui la porta da Mackenzie che intubata dice che l'ictus è stato provocato, Harry pensa che Claire c'entri qualcosa. Nell'analizzare un frammento, Tess viene attaccata, Tanz crede siano stati quelli della RE/SYST. Amanda riesce a spedire il suo articolo poco prima che le sparino assieme al suo capo.
- Ascolti USA: telespettatori 3.510.000 – rating/share 18-49 anni 0,5/2%[13]

## Il complotto contro l'America
- Titolo originale: The Plot Against America
- Diretto da: Stuart Gillard
- Scritto da: Liz Kruger e Craig Shapiro

### Trama
Una nave militare esplode e Grace, in una conferenza stampa, predica la calma; poi riceve la posta di Amanda e scopre che da lei è tutto bruciato. Il Pentagono crede siano stati i russi che negano ma, prima di usare i codici di lancio, Tanz piomba per dire che crede sia stato RE/SYST. Hanno 24 ore, come dice Harry, per reinsediare Mackenzie e dopo averla visitata Tanz dice di rapire Bennett. Liam cerca Amanda, ma ne trova solo il cellulare. Jillian crede che Tanz vuole usare "Salvation" come bunker. Tanz, chiamato da Liam, trova un accesso per il trattore gravitazionale e chiama RE/SYST, ottenendo un appuntamento: al porto, con la realtà aumentata, sono a colloquio con un avatar rappresentante una signora anziana, che dice di volere Tess o il suo codice sorgente, di essere quelli dell'esplosione della nave e del controllo del trattore gravitazionale. Harry va da Claire che dice che il presidente Bennett vuole fare un annuncio e Harry dice di registrarlo, cosi sarà al sicuro, ma in realtà lo rapirà svelandogli che Mackenzie è ancora viva per lo stupore di Bennett. Tanz dà Tess a RE/SYST e scopre di avere ripreso il controllo del trattore gravitazionale. Mckenzie riprende il suo posto alla Casa Bianca dicendo a Grace di scrivere il testo per il messaggio in televisione, ma Claire sente tutto e minaccia Harry: viene uccisa da Grace e Grant ne smaltirà il cadavere. Intanto una nave russa è esplosa, i russi accusano gli americani e RE/SYST sembra volere la guerra tra Usa e Russia. Nel messaggio alla nazione, il presidente Mackenzie viene interrotto da un allarme di quattro missili in arrivo a Washington. Harry e Grace vanno all'arca dove i 160 entrano e Tanz, che sa di non poter entrare, dice di avere una malattia ereditaria e Grace dice che lo vuole, ma lui se ne va. Nello schermo all'interno dell'arca, nel suo discorso registrato, Tanz dice che per trenta giorni i 160 staranno nell'arca e cambia l'atmosfera facendoli ballare. Liam esce perché grazie a Jillian ha un'intuizione che verrà anche a Tanz con un piccolo magnete: nucleo di ferro quindi c'è una speranza di deviare l'asteroide con una calamita. Intanto Bennett riesce a fuggire. Mancano 127 giorni all'impatto.